# Antiblemma gromatica
Antiblemma gromatica là một loài bướm đêm trong họ Erebidae.